# The Sonny Side of Chér
«The Sonny Side of Chér» — другий студійний альбом американської співачки і акторки Шер, випущений 28 березня 1966 року лейбом «Imperial Records». В альбомі Шер знову співпрацювала зі Сонні Боно і Гарольдом Баттістом. Переважну частину альбому складають кавер-версії і дві пісні написані Боно. Назва альбому є грою слів імені її першого чоловіка Сонні Боно. Після виходу альбом отримав позитивні відгуки критиків. «The Sonny Side of Chér» став другим найуспішнішим альбомом Шер 1960-х років.

## Про альбом
Після успіху свого попереднього альбому, Шер швидко записала ще один альбом. «The Sonny Side of Chér» потрапив до чарту разом з другим студійним альбомом «The Wondrous World of Sonny & Cher» дуету «Sonny & Cher», він був записаний за тією ж формулою що і перший альбом: більша частина — це кавер-версії і кілька пісень, написаних Сонні Боно. Альбом став менш успішний, ніж попередній, але він містив більшу кількість хітів. До нього увійшов перший сольний хіт Шер «топ-10» «Bang Bang (My Baby Shot Me Down)», написаний Боно. З «Bang Bang» Шер остаточно влаштувалася в американській поп-культурі. Також платівка містила дві пісні з французьким впливом, «A Young Girl» і «Our Day Will Come» і знамениту пісню Едіт Піаф «Milord».
Як і в альбомі «All I Really Want to Do», Шер записала пісню, яку написав та раніше виконував Боб Ділан «Like a Rolling Stone». Альбом також містив пісню Тома Джонса «It's Not Unusual», популярні пісні «Our Day Will Come» і «The Girl from Ipanema». Іншими кавер-версіями були «A Young Girl» та «Ol 'Man River» (у яких Шер продемонструвала потужний вокал, який вона вже мала навіть у цьому ранньому альбомі).
«The Sonny Side of Chér» отримав змішані відгуки критиків. Тім Сендра з «AllMusic» дав альбому дві з половиною зірки, порівнюючи його з попереднім: «Сонні Боно возиться з фолк-рок формулою, яка зробила попередній альбом Шер таким чудовим і руйнує все, залишивши альбом таким, що, крім простої цікавості, більше нічого не викликає».
У 1992 році «The Sonny Side of Chér» і дебютний альбом «All I Really Want to Do» були перевидані лейблом «EMI» на одному компакт-диску, що містив всі пісні з обох альбомів. Після цього, в 1995 році ця версія була перевидана разом з альбомом «Chér». Остання версію альбому випустив в 2005 році лейбл «BGO Records», тільки для Великої Британії. Первинна версія альбому «The Sonny Side of Chér» в повному обсязі досі залишається невиданою на компакт-диску.

## Позиції в чартах
«The Sonny Side of Chér», як і дебютний альбом Шер, мав успіх в США. Альбом дебютував в «Billboard 200» одночасно з альбомом «Sonny & Cher» «The Wondrous World of Sonny & Cher», в результаті досягнувши 26 позиції. Альбом також дебютував в британському чарті з 28 позиції в травні і досяг свого піку, 11 позиції, через 3 тижні. Альбом залишався в чарті 11 тижнів, до липня 1966 року. «The Sonny Side of Chér» також став останнім альбомом Шер, що потрапив в британський чарт, аж до 1987 року, коли її альбом «Cher» посів 26 позицію. Він також мав невеликий успіх в Норвегії, де він посів 17 позицію в чарті альбомів.

## Сингли
З альбому вийшло два сингли, обидва написані Сонні Боно. Перший сингл «Where Do You Go», натхненний музикою Боба Ділана, посів 25 позицію в «Billboard Hot 100» і 17 позицію в канадському чарті синглів. Другий, «Bang Bang (My Baby Shot Me Down)», став найбільш відомою піснею Шер 1960-х, досяг 2 позиції в чарті США і став великим хітом у Великій Британії, де він посів 3 позицію. Пісня пізніше була переспівана Сонні Боно у альбомі «Sonny & Cher Live in Las Vegas Vol. 2» і перезаписана Шер для альбому «Cher» в 1987 році.

## Список композицій
| Перша сторона | Перша сторона                      | Перша сторона                                      | Перша сторона |
| #             | Назва                              | Автор                                              | Тривалість    |
| ------------- | ---------------------------------- | -------------------------------------------------- | ------------- |
| 1.            | «Bang Bang (My Baby Shot Me Down)» | Сонні Боно                                         | 2:40          |
| 2.            | «A Young Girl (Une enfante)»       | Оскар Браун, молодший Шарльз Азнавур Робер Шовіньї | 3:22          |
| 3.            | «Where Do You Go»                  | Бона                                               | 3:12          |
| 4.            | «Our Day Will Come»                | Боб Хіллард Морт Гарсон                            | 2:12          |
| 5.            | «Elusive Butterfly»                | Боб Лінд                                           | 2:30          |
| 6.            | «Like a Rolling Stone»             | Боб Ділан                                          | 3:45          |

| Друга сторона | Друга сторона           | Друга сторона                                           | Друга сторона |
| #             | Назва                   | Автор                                                   | Тривалість    |
| ------------- | ----------------------- | ------------------------------------------------------- | ------------- |
| 1.            | «Ol' Man River»         | Оскар Хаммерштейн II Джером Керн                        | 2:50          |
| 2.            | «Come to Your Window»   | Lind                                                    | 2:48          |
| 3.            | «The Girl from Ipanema» | Вінісіус де Морайс Норман Джимбел Антоніо Карлос Джобім | 2:09          |
| 4.            | «It's Not Unusual»      | Гордон Міллз Леслі Рід                                  | 2:08          |
| 5.            | «Time»                  | Майкл Мерчент                                           | 3:16          |
| 6.            | «Milord»                | Банні Льюїс Маргеріт Монно Жорж Мустакі                 | 2:43          |

## Учасники запису
- Шер — головний вокал
- Сонні Боно — продюсер
- Гарольд Баттіст — аранжування
- Ларрі Левайн — звукоінженер
- Стен Росс — звукоінженер
- Вуді Вудворд — артдиректор

## Чарти
| Чарт (1966)         | Позиція |
| ------------------- | ------- |
| Norway Albums Chart | 5       |
| UK Albums Chart     | 11      |
| США Billboard 200   | 26      |